# アメイジング・グレイス -What color is your attribute?-
『アメイジング・グレイス -What color is your attribute?-』は、きゃべつそふとより2018年11月30日に発売された18禁美少女アドベンチャーゲームである。2021年2月26日には価格改定版が発売され、ダウンロード版も価格が引き下げられた。同日にFANZAGAMES PLAYカード版も発売されている。2019年9月26日にはPlayStation 4に移植された。

## あらすじ
記憶喪失の主人公・シュウは、雪の降る中世の西洋を思わせるアンティークな町並みの町で目を覚まし、聖アレイア学院という学び舎で学生たちと豊かな日々を過ごすことになる。しかし、そんな幸せはまたたく間に奪われる。12月25日、原因不明の大火災により、町は崩壊の一途をたどった。
誰よりも町を愛するユネは運命の変革を心に期し、アドベントの初日である12月2日にまで時計の針を巻き戻す。

## 登場人物

### 主人公
シュウ
本作の主人公。記憶喪失で町の外から来た唯一の人物。

### ヒロイン
ユネ
声 - 月白まひる
身長：159cm
スリーサイズ：B81（Bカップ）/W62/H84
誕生日：12月25日
主人公シュウの同級生で、かつ最も身近な存在となる物語のキーパーソン。 彼女の特技は七色の声で、声色やトーンを変えて喋ることを得意とする。
キリエ
声 - 桜田紅
身長：153cm
スリーサイズ：B75（Aカップ）/W60/H78
誕生日：8月1日
小柄ながらパワフルで天真爛漫な女の子。  クリスマスの文化祭に向けて映画を制作しており、  町や学校のあちこちで撮影を敢行しているという。
コトハ
声 - よもぎすふれ
身長：166cm
スリーサイズ：B87（Cカップ）/W66/H88
誕生日：4月13日
性格も清楚かつ淑やかな先輩。長身でスレンダー。 油彩画のレベルは他に並ぶ者がいないほどであり、もっぱら風景画を描くことが多い。
サクヤ
声 - 藤咲ウサ
身長：161cm
スリーサイズ：B91（Eカップ）/W63/H85
誕生日：6月28日
いつも一歩下がってついてくる控えめな性格の後輩。 ただし、そんな中身とは裏腹に見た目は無防備な女の子。

### その他
シスター・リリィ
声 - 桜上水琥珀
身長：167cm
スリーサイズ：B84（Bカップ）/W64/H88
聖アレイア学院に勤める教師であり、シスターでもある。
ギドウ
声 - 本間かいな
身長：181cm
シュウの先輩であり、シュロ寮の男子寮長を務める。
ヨウジ
声 - 赤兎馬
身長：172cm
ユネやキリエの同級生。
リンカ
声 - 相模恋
身長：165cm
スリーサイズ：B85（Bカップ）/W66/H90
コトハの親友で『黒サンタ』にさらわれる。
店長
声 - 木下くわがた丸
身長：169cm
聖アレイア学院の卒業生であり、何でも屋の店長。

## 制作スタッフ
- シナリオ - 冬茜トム、しげた
- 原画 - 梱枝りこ
- 音楽 - solfa

## 主題歌
オープニングテーマ『コールドボイス』
作詞 - 冬茜トム & a.k.a.dRESS (ave:new) / 作曲・編曲 - a.k.a.dRESS (ave:new) / 歌 - 佐倉沙織
エンディングテーマ『夜明けの虹を越えて』
作詞 - 冬茜トム / 作曲・編曲 - 橋咲透 / 歌 - 小春めう

## Webラジオ
『アメイジング・グレイス〜オーロラナイト〜』のタイトルで、2018年10月5日から12月14日まで音泉にて配信された。隔週金曜日更新。パーソナリティは相模恋（リンカ役）、藤咲ウサ（サクヤ役）。

## 反響

### 売り上げ
Getchu.comの月間セールスランキングで6位を獲得した。
FANZA GAMESの2019年年間セールスランキングで76位
2020年年間セールスランキングで58位を獲得した。

### 人気投票
Getchu.com主催の美少女ゲーム大賞2018の総合部門の5位・シナリオ部門の2位・ミュージック部門の5位・キャラクター部門の10位にランクインした。
萌えゲーアワード2018の金賞・シナリオ賞を受賞。

## コラボ
- あまいろショコラータ
「発売４日前カウントダウン」にて、「ユネ」が「喫茶セタリア」の宣伝をする。なお、演技が苦手な「ユネ」は相変わらず、棒読みとなってしまう。また、「発売３日前カウントダウン」では、「サクヤ」が「アメイジング・グレイス -What color is your attribute?-」の宣伝をし、「苺華」にツッコミされている。
「あまショコ２発売３日前カウントダウン」にて、「サクヤ」が「かぐや」のドレスチェックをする。
「あまいろショコラータ3 3日前カウントダウン」にて、「サクヤ」がラジオあまショコでお便りを紹介される。
- さくらの雲*スカアレットの恋
「クリスマスと言えばやっぱり『アメイジング・グレイス』！」にて、「真霧 影虎」が『アメイジング・グレイス』のヒロインと会話する。
- ありすorありす
「4巻」にて、聖アレイア学院の制服がコスプレ衣装として登場。
- ジュエリー・ハーツ・アカデミア -We will wing wonder world-
「聖夜限りのコラボレーション」にて、アリアンナ、ルビイと共演。